# Nototaenia fileri
Nototaenia fileri is een lintworm (Platyhelminthes; Cestoda). De worm is tweeslachtig. De soort leeft als parasiet in andere dieren.
Het geslacht Nototaenia, waarin de lintworm wordt geplaatst, wordt tot de familie Dilepididae gerekend. De wetenschappelijke naam van de soort werd voor het eerst geldig gepubliceerd in 1967 door Jones & Williams.